# تمزق وتر أخيل
تمزق وتر العرقوبأو ما يُعرف بوتر أخيل (بالإنجليزية: Achilles tendon rupture)‏ هو الجزء الخلفي من  الكاحل ،ويعني حدوث  كسر في الكاحل يؤدي  لتمزق أو قَطع بهذا الوتر؛ مما يؤدي لظهور ألم حاد ومفاجئ في الكعب، وبالتالي صعوبة في المشي أو عدم قدرة على المشي بشكل كامل ولفترة مؤقتة.